# El Chivato
El Chivato är en ort i Mexiko.   Den ligger i kommunen San Luis de la Paz och delstaten Guanajuato, i den centrala delen av landet, 250 km nordväst om huvudstaden Mexico City. El Chivato ligger 1 990 meter över havet och antalet invånare är 401.
Terrängen runt El Chivato är en högslätt. Runt El Chivato är det ganska tätbefolkat, med 54 invånare per kvadratkilometer. Närmaste större samhälle är San Luis de la Paz, 19,0 km nordost om El Chivato. Trakten runt El Chivato består till största delen av jordbruksmark.